# Clóvis Bezerra Cavalcanti
Clóvis Bezerra Cavalcanti (Bananeiras, 9 de julho de 1911 - João Pessoa, 26 de fevereiro de 2003) foi um político brasileiro.

## Carreira politica
Foi prefeito de Bananeiras.
Atuou como deputado estadual por várias legislaturas, chegando a presidência da Assembleia Legislativa da Paraíba.
Foi vice-governador por duas vezes. No primeiro governo de Tarcísio Burity, com a desincompatibilização do titular para concorrer nas eleições de 1982, assumiu o governo do estado da Paraíba entre maio de 1982 e março de 1983.